# Poompat Iam-samang
Poompat Iam-samang (ภูมิพัฒน์ เอี่ยมสำอาง; nascido em 4 de dezembro de 1994), profissionalmente conhecido como Up Poompat (อัพ ภูมิพัฒน์) é um ator, cantor e modelo tailandês. Ele é mais conhecido por seus papéis como Gene em Lovely Writer: The Series, e Ming em My Stand-In.

## Biografia
Poompat Iam-Samang nasceu em Banguecoque, Tailândia, em 4 de dezembro de 1994. Estudou comunicação gerencial na Faculdade de Arte da Comunicação da Universidade de Chulalongkorn. Ele também atuou no teatro do campus. Depois de se formar, foi para a Inglaterra para obter um mestrado em Estudos Internacionais e Diplomacia na SOAS University of London. Atualmente, ele está cursando doutorado em Estudos de Desenvolvimento Internacional na Faculdade de Ciência Política da Universidade de Chulalongkorn.

## Carreira
Em 2015, Up estreou como ator no filme tailandês Gifted, onde desempenhou o papel principal. Conhecido por sua aparência coreana, ele recebeu várias ofertas para ser modelo de marcas de cosméticos populares. Em 2016, ele foi ao reality show sul-coreano Babel 250 como membro regular.
Em 2018, Poompat estrelou o drama de e-sports GGEZ como Sabi e no mesmo ano ele apareceu como ator convidado na aclamada série de TV tailandesa Girl from Nowhere.
Em 2021, Poompat estrelou a adaptação do romance BL, Lovely Writer: The Series, interpretando o papel principal, Gene, ao lado de Noppakao Dechaphatthanakun (Kao). A série, exibida no Channel 3 e posteriormente no YouTube, ganhou muita popularidade.

## Outras obras
Poompat é dono de um canal no YouTube e Instagram chamado uppoompat, onde ele posta conteúdo relacionado a atividades promocionais junto com vlogs e colaborações com outros artistas.
Além de ter uma carreira ativa como ator, Poompat também é coproprietário de uma empresa de gerenciamento de artistas chamada JustUp Co. Ltd., que foi registrada em janeiro de 2021.

## Filmografia

### Cinema
| Ano  | Título            | Personagem | Notas            |
| ---- | ----------------- | ---------- | ---------------- |
| 2015 | Gifted            | Wave       | Papel principal  |
| 2018 | Sugar Café        | Ceylon     | Papel recorrente |
| 2022 | Alone in Outing   | Mix        | Papel principal  |
| 2023 | Hoon Payon        | Te         | Papel principal  |
| 2024 | Code Name: Johnny | Sak        | Papel principal  |
| 2025 | 4 Graveyards      | Chakhrit   | Papel principal  |

### Televisão
| Ano  | Título                        | Personagem                             | Notas                     | Canal           |
| ---- | ----------------------------- | -------------------------------------- | ------------------------- | --------------- |
| 2016 | I Hate You, I Love You        | Up                                     | Papel recorrente          | LINE TV         |
| 2017 | Under Her Nose                | Bossun (Ep. 21-22)                     | Papel convidado           | Workpoint TV    |
| 2018 | GGEZ                          | Sabi                                   | Papel recorrente          | LINE TV         |
| 2018 | Girl from Nowhere             | Hok (Ep. 2)                            | Papel convidado           | GMM 25          |
| 2021 | Lovely Writer: The Series     | Gene                                   | Papel principal           | Channel 3, WeTV |
| 2021 | Me Always You: The Series     | Khanan                                 | Papel recorrente          | Channel 3       |
| 2022 | Club Sapan Fine 2             | Sun                                    | Papel principal           | AIS Play        |
| 2022 | Catch Me Baby                 | Malabarista de relacionamento (Ep. 12) | Papel convidado           | WeTV            |
| 2022 | How to Be a Perfect Dad       | Ai                                     | Papel recorrente          | AIS Play        |
| 2023 | Step by Step                  | Put                                    | Papel recorrente/Produtor | One31, WeTV     |
| 2024 | Club Friday 16 Hot Love Issue | Vegas                                  | Papel principal           | One31           |
| 2024 | Start-Up                      | Korn                                   | Papel principal           | TrueID          |
| 2024 | My Stand-in                   | Ming                                   | Papel principal           | iQIYI           |
| TBA  | Love of Silom                 |                                        | Papel principal           | WeTV            |

### Aparições em videoclipes
| Ano  | Título da música                           | Artista    |
| ---- | ------------------------------------------ | ---------- |
| 2013 | "อยากกลับไปเป็นเพื่อนเธอ (Unfriended Request)" | Thank You  |
| 2017 | "อยู่นี่ไง"                                    | Atom ชนกันต์ |
| 2017 | "Love Is Now รักอยู่ตรงหน้า"                   | The Toys   |
| 2022 | "เธอคือของขวัญที่ดีที่สุด"                         | ETC        |

### Reality shows
| Ano  | Título    | Notas          |
| ---- | --------- | -------------- |
| 2016 | Babel 250 | Membro regular |